# Diflunisal
O diflunisal é um medicamento da classe dos anti-inflamatórios não esteróides, utilizado no alívio sintomático da inflamação e da dor. É um derivado do ácido acetilsalicílico (aspirina). A sua ação deve-se à inibição da enzima ciclo-oxiginase, um elemento fulcral da cascata do ácido araquidónico: a via metabólica que permite a síntese das prostaglandinas, que são importantes mediadores pró-inflamatórios.

## Indicações
O diflunisal encontra-se indicado para o alívio agudo ou a longo prazo da resposta inflamatória associada a patologia musculo-esquelética, tal como osteoartrite e artrite reumatóide. É eficaz também no controlo da dor ligeira a moderada, incluindo dores de cabeça e dores menstruais. Tem fraca acção como antipirético, não sendo utilizado com essa finalidade.

## Efeitos colaterais
Embora seja relativamente bem tolerado, os efeitos colaterais do diflunisal, sobretudo sobre o sistema digestivo, são relativamente comuns. Estes incluem:
- Náuseas
- Dispepsia
- Dor gastro-intestinal
- Rash cutâneo

Mais raramente, podem também surgir os seguintes efeitos colaterais:
- Vomitos
- Obstipação
- Flatulência
- Confusão mental
- Sonolência
- Insónia
- Fadiga

Outras manifestações encontram-se também descritas, mas a sua incidência é muito rara.
Os efeitos colaterais mais graves do diflunisal, assim como dos restantes AINEs, é um aumento da incidência de complicações cardiovasculares (como o enfarte do miocárdio), assim como de úlceras e hemorragia gastro-intestinal, muitas vezes com evolução assintomática e que podem levar à morte.

## Interacções
O diflunisal possui interacções com as seguintes substâncias:
- Inibidores da enzima de conversão da angiotensina
- Antagonistas dos receptores da angiotensina II
- Paracetamol
- Antiácidos
- Ciclosporina
- Diuréticos
- Lítio
- Metotrexato
- Anticoagulantes orais

## Contra-indicações
O diflunisal está contra-indicado em paciente com hipersensibilidade ao medicamento, ou que desenvolvem crises de asma, urticária ou reacções alérgicas à aspirina ou outros AINEs. Encontra-se também contra-indicado o seu uso no tratamento da dor peri-operatória no contexto de cirurgias para bypass coronário.